# Bercianos de Vidriales
Bercianos de Vidriales es una localidad española del municipio de Santibáñez de Vidriales, en la provincia de Zamora, y la comunidad autónoma de Castilla y León.

## Ubicación
Está situada en la parte noroccidental de la comarca de Benavente y Los Valles. Esta localidad se encuentra situada en un llano del valle de Vidriales, cercano al arroyo Almucera, formando un único casco urbano con Villaobispo.

## Topónimo
El topónimo Bercianos muestra que la fundación de la localidad se hizo con oriundos de la comarca leonesa de El Bierzo, al igual que otras localidades como Bercianos de Aliste, Bercianos de Valverde o Bercianos del Páramo.

## Historia
En la Edad Media, el territorio en el que se asienta la localidad quedó integrado en el Reino de León, cuyos monarcas emprendieron la fundación del pueblo con gentes procedentes de El Bierzo, por lo que nombraron a esta localidad con el gentilicio de su comarca de origen.
En la Edad Moderna, Bercianos fue una de las localidades que se integraron en la provincia de las Tierras del conde de Benavente y dentro de esta en la Merindad de Valverde y la receptoría de Benavente.
Al reestructurarse las provincias y crearse las actuales en 1833, la localidad pasó a formar parte de la provincia de Zamora, dentro de la Región Leonesa, integrada desde 1834 en el partido judicial de Benavente.

## Geografía humana

### Demografía
| Gráfica de evolución demográfica de Bercianos de Vidriales entre 1842 y 1960 |
| |
| Población de derecho según los censos de población del INE Población de hecho según los censos de población del INEEntre el censo de 1857 y el anterior, crece el término del municipio porque incorpora a 495080 (Moratones) y 495165 (Villaobispo) Entre el censo de 1970 y el anterior, este municipio desaparece porque se integra en el municipio 49206 (Santibáñez de Vidriales) |

| 84                   | 79 | 76 | 73 | 69 | 66 | 63 | 64 | 61 | 59 | 59 | 58 | 53 | 35 |
| (Fuente: www.ine.es) |    |    |    |    |    |    |    |    |    |    |    |    |    |

## Patrimonio

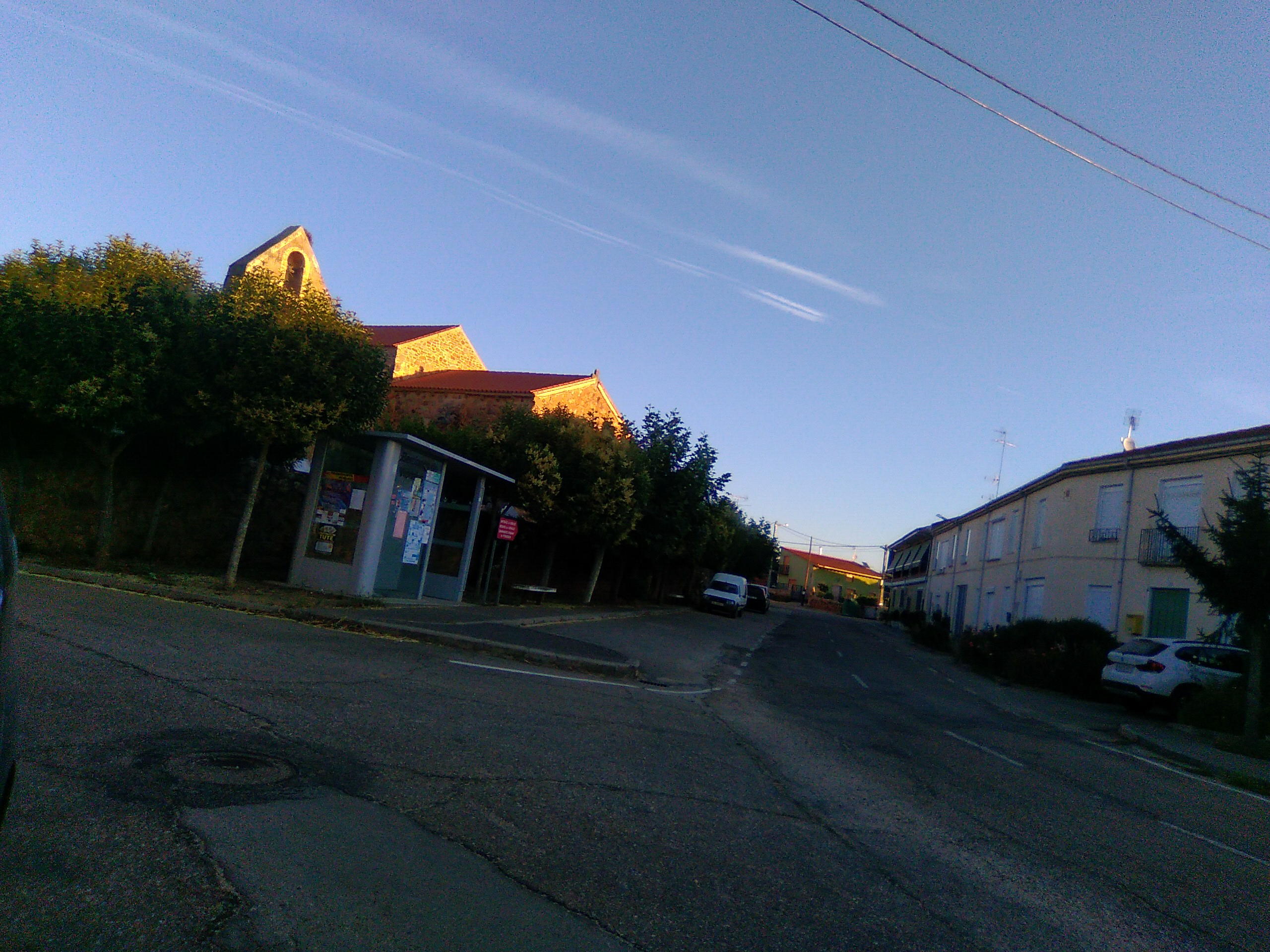
Iglesia parroquial

De su caserío, destaca la iglesia parroquial de Santa María y especialmente su espadaña. En su interior sobresale un magnífico retablo del siglo XVI, obra de Bartolomé Hernández, y el artesonado de tradición mudéjar.

## Fiestas
Bercianos celebra las festividades de San Marcos, el 25 de abril, y la Visitación, el 2 de julio.